# 方舟投资
方舟投资，全称方舟投资管理有限责任公司（英語：ARK Investment Management LLC），是一家总部位于美国纽约资产管理公司，由凯瑟琳·伍德于2014年创建。截至2021年2月，该公司管理大约500亿美元资产。

## 投资策略
方舟投资关注那些应用革命性技术的公司。这类科技包括人工智能、DNA測序、基因编辑、机器人、电动车、储能技术、金融科技、3D打印、区块链、加密货币等。该公司也会向公众发布行情分析、交易、投资组合以及研究报告。
从2014年至2021年，该公司的方舟创新ETF（ARK Innovation ETF）达到39%的年回报率，超过同期标准普尔500指数的增长。

## 旗下ETF

### 主动管理型
- ARKF–Fintech Innovation ETF：投资金融科技领域的创新型公司
- ARKG–Genomic Revolution ETF： 投资基因治疗，分子医疗和制药领域的创新型公司
- ARKK–ARK Innovation ETF：投资跨行业的创新型公司
- ARKQ–ARK Autonomous Tech. & Robotics ETF：投资机器人技术，自动驾驶汽车，能源存储，3D打印和太空探索领域的创新型公司
- ARKW–ARK Next Generation Internet ETF：投资云计算，大数据，数字媒体，电子商务，区块链技术和物联网领域的创新型公司
- ARKX–Space Exploration & Innovation ETF：投资於「引領、賦能或受益於地球表面以外的技術賦能產品、服務」的國內外公司，包括軌道航空航天、亞軌道航空航天、賦能技術、航空航天受益者的创新型公司

### 指數型
- IZRL – ARK Israel Innovative Technology：以色列创新指数基金, 旨在追踪主要业务运营在以色列交易所上市的以色列公司的价格走势, 包括:（i）健康技术，（ii）通信，（iii）技术服务，（iv）电子技术，（v）消费者服务
- PRNT – The 3D Printing ETF：3D 打印指数基金, 旨在追踪参与3D打印行业的公司的股票价格走势, 包括:（i）3D打印硬件，（ii）计算机辅助设计（CAD）和3D打印模拟软件，（iii）3D打印中心，（iv）扫描和测量，以及（v）3D打印材料